# La Huerta, Santa Cruz de Juventino Rosas
La Huerta är en ort i Mexiko.   Den ligger i kommunen Santa Cruz de Juventino Rosas och delstaten Guanajuato, i den centrala delen av landet, 230 km nordväst om huvudstaden Mexico City. La Huerta ligger 1 855 meter över havet och antalet invånare är 305.
Terrängen runt La Huerta är platt österut, men västerut är den kuperad. Terrängen runt La Huerta sluttar söderut. Runt La Huerta är det ganska tätbefolkat, med 134 invånare per kvadratkilometer. Närmaste större samhälle är Santa Cruz de Juventino Rosas, 7,4 km sydväst om La Huerta. Trakten runt La Huerta består till största delen av jordbruksmark.